# Championnat NCAA masculin de basket-ball 1956
Navigation
1955 1957
Le Championnat NCAA de basket-ball 1956 est la 18e édition du championnat universitaire américain de basket-ball. Cette dix-huitième édition regroupe 18 équipes et le tournoi final a débuté le 12 mars et s'est terminé le 24 mars. Le Final Four a lieu au McGaw Hall, sur le campus de l'Université Northwestern. La compétition est remportée par les Dons de San Francisco qui réalisent une saison invaincue, 29 victoires. Ces victoires font suite au titre de 1955 et constituent une série de 55 victoires consécutives. Hal Lear, de Temple, obtient le titre de Most Outstanding Player du tournoi.

## Organisation du tournoi
| \| New York Fort Wayne Wichita Seattle Philadelphie Iowa City Lawrence Corvallis Evanston \| Localisation des villes hôtes du tournoi final du championnat NCAA de basket-ball 1956 |
| New York Fort Wayne Wichita Seattle Philadelphie Iowa City Lawrence Corvallis Evanston                                                                                              |

### Villes hôtes
Pour la deuxième fois, la ville d'Evanston dans l'Illinois a accueilli le Final Four. Pour la première fois, une même ville hôte, Evanston en l'occurrence, a utilisé une salle différente, cette fois en utilisant le McGaw Memorial Hall, tandis que le Patten Gym accueillait la finale de l'édition 1939. Le tournoi a été ouvert à deux nouveaux sites, tous deux dans l'État du Kansas : Wichita et Lawrence.
| Tour        | Région     | Ville        | État         | Salle                              | Université hôte               |
| ----------- | ---------- | ------------ | ------------ | ---------------------------------- | ----------------------------- |
| First Round | Est        | New York     | New York     | Madison Square Garden              | Université de Saint John      |
| First Round | Midwest    | Fort Wayne   | Indiana      | Allen County War Memorial Coliseum |                               |
| First Round | Ouest      | Wichita      | Kansas       | University of Wichita Field House  | Université d'État de Wichita  |
| First Round | Far West   | Seattle      | Washington   | Hec Edmundson Pavilion             | Université de Washington      |
| Regionals   | Est        | Philadelphie | Pennsylvanie | The Palestra                       | Université Saint-Joseph       |
| Regionals   | Midwest    | Iowa City    | Iowa         | Iowa Field House                   | Université de l'Iowa          |
| Regionals   | Ouest      | Lawrence     | Kansas       | Allen Fieldhouse                   | Université du Kansas          |
| Regionals   | Far West   | Corvallis    | Oregon       | Oregon State Coliseum              | Université d'État de l'Oregon |
| Final Four  | Final Four | Evanston     | Illinois     | McGaw Memorial Hall                | Université Northwestern       |

### Équipes qualifiées
| Université                             | Localisation                      | Équipe          | Manager        | Dernière participation | Qualification                                 | Saison régulière | Saison régulière |
| Université                             | Localisation                      | Équipe          | Manager        | Dernière participation | Qualification                                 | Conférence       | Total            |
| Est                                    | Est                               | Est             | Est            | Est                    | Est                                           | Est              | Est              |
| -------------------------------------- | --------------------------------- | --------------- | -------------- | ---------------------- | --------------------------------------------- | ---------------- | ---------------- |
| Canisius College                       | Buffalo (New York)                | Golden Griffins | Joseph Curran  | 1955                   | Vainqueur de la saison régulière de la WNYLTC | 4-0              | 19-7             |
| Université du Connecticut              | Storrs (Connecticut)              | Huskies         | Hugh Greer     | 1951                   | Vainqueur de la saison régulière de la YC     | 6-1              | 17-11            |
| Dartmouth College                      | Hanover (New Hampshire)           | Big Green       | Doggie Julian  | 1944                   | Vainqueur de la saison régulière d'Ivy League | 10-4             | 18-11            |
| College of Holy Cross                  | Worcester (Massachusetts)         | Crusaders       | Roy Leenig     | 1953                   | Indépendant                                   | Indépendant      | 22-5             |
| Manhattan College                      | New York (New York)               | Jaspers         | Ken Norton     | -                      | 2e de la saison régulière de la MNYC          | 4-1              | 16-8             |
| Université d'État de Caroline du Nord  | Raleigh (Caroline du Nord)        | Wolfpack        | Everett Case   | 1954                   | Vainqueur du tournoi final de l'ACC           | 11-3             | 24-4             |
| Université Temple                      | Philadelphie (Pennsylvanie)       | Owls            | Harry Litwack  | 1944                   | Indépendant                                   | Indépendant      | 27-4             |
| Université de Virginie-Occidentale     | Morgantown (Virginie-Occidentale) | Mountaineers    | Fred Schaus    | 1955                   | Vainqueur du tournoi final de la SC           | 10-2             | 21-9             |
| Midwest                                |                                   |                 |                |                        |                                               |                  |                  |
| Université DePaul                      | Chicago (Illinois)                | Blue Demons     | Ray Meyer      | 1953                   | Indépendant                                   | Indépendant      | 16-8             |
| Université de l'Iowa                   | Iowa City (Iowa)                  | Hawkeyes        | Bucky O'Connor | 1955                   | Vainqueur de la saison régulière de la B1G    | 13-1             | 20-6             |
| Université du Kentucky                 | Lexington (Kentucky)              | Wildcats        | Adolph Rupp    | 1955                   | 2e de la saison régulière de la SEC           | 12-2             | 20-6             |
| Université Marshall                    | Huntington (Virginie-Occidentale) | Thundering      | Jule Rivlin    | -                      | Vainqueur de la saison régulière de la MAC    | 10-2             | 18-5             |
| Université d'État de Morehead          | Morehead (Kentucky)               | Eagles          | Bobby Laughlin | -                      | Co-vainqueur de la saison régulière de l'OVC  | 7-3              | 19-10            |
| Université de Wayne State              | Détroit (Michigan)                | Warriors        | Joel Mason     | -                      | Indépendant                                   | Indépendant      | 18-3             |
| Ouest                                  |                                   |                 |                |                        |                                               |                  |                  |
| Université de Houston                  | Houston (Texas)                   | Cougars         | Alden Pasche   | -                      | Vainqueur de la saison régulière de MVC       | 9-3              | 19-7             |
| Université d'État du Kansas            | Manhattan (Kansas)                | Wildcats        | Tex Winter     | -                      | Vainqueur de la saison régulière du Big 7     | 9-3              | 17-8             |
| Université de Memphis                  | Memphis (Tennessee)               | Tigers          | Eugene Lambert | 1955                   | Indépendant                                   | Indépendant      | 20-7             |
| Université d'Oklahoma City             | Oklahoma City (Oklahoma)          | Stars           | Abe Lemons     | 1955                   | Indépendant                                   | Indépendant      | 20-7             |
| Université méthodiste du Sud           | Dallas (Texas)                    | Mustangs        | Doc Hayes      | 1955                   | Vainqueur de la saison régulière de SWC       | 12-0             | 25-4             |
| Université Texas Tech                  | Lubbock (Texas)                   | Red Raiders     | Polk Robison   | 1954                   | Vainqueur de la saison régulière de la BIAA   | 8-4              | 13-12            |
| Far West                               |                                   |                 |                |                        |                                               |                  |                  |
| Université d'État de l'Idaho           | Pocatello (Idaho)                 | Bengals         | Steve Belko    | 1955                   | Indépendant                                   | Indépendant      | 18-8             |
| Université de San Francisco            | San Francisco (Californie)        | Dons            | Phil Woolpert  | 1955                   | Vainqueur de la saison régulière de la CBA    | 14-0             | 29-0             |
| Université de Seattle                  | Seattle (Washington)              | Redhawks        | Al Brightman   | 1955                   | Indépendant                                   | Indépendant      | 18-11            |
| Université de Californie à Los Angeles | Los Angeles (Californie)          | Bruins          | John Wooden    | 1952                   | Vainqueur de la saison régulière de la PCC    | 16-0             | 22-6             |
| Université de l'Utah                   | Salt Lake City (Utah)             | Utes            | Jack Gardner   | 1955                   | Vainqueur de la saison régulière de MSAC      | 12-2             | 22-6             |

## Compétition

### Est
|  | Quarts de finale                        | Quarts de finale                        | Quarts de finale            | Quarts de finale            |                        |                        | Demi-finales | Demi-finales | Demi-finales                  | Demi-finales                  |                               |                               | Finale | Finale | Finale | Finale |
|  |                                         |                                         |                             |                             |                        |                        |              |              |                               |                               |                               |                               |        |        |        |        |
|  |                                         |                                         |                             |                             |                        |                        |              |              |                               |                               |                               |                               |        |        |        |        |
|  |                                         |                                         |                             |                             |                        |                        |              |              |                               |                               |                               |                               |        |        |        |        |
|  | Huskies du Connecticut                  | Huskies du Connecticut                  | 84                          | 84                          |                        |                        |              |              |                               |                               |                               |                               |        |        |        |        |
|  | Huskies du Connecticut                  | Huskies du Connecticut                  | 84                          | 84                          |                        |                        |              |              |                               |                               |                               |                               |        |        |        |        |
|  | Jaspers de Manhattan                    | Jaspers de Manhattan                    | 75                          | 75                          |                        |                        |              |              |                               |                               |                               |                               |        |        |        |        |
|  | Jaspers de Manhattan                    | Jaspers de Manhattan                    | 75                          | 75                          | Huskies du Connecticut | Huskies du Connecticut | 59           | 59           |                               |                               |                               |                               |        |        |        |        |
|  |                                         |                                         |                             |                             | Huskies du Connecticut | Huskies du Connecticut | 59           | 59           |                               |                               |                               |                               |        |        |        |        |
|  |                                         |                                         | Owls de Temple              | Owls de Temple              | 65                     | 65                     |              |              |                               |                               |                               |                               |        |        |        |        |
|  | Owls de Temple                          | Owls de Temple                          | Owls de Temple              | Owls de Temple              | 65                     | 65                     | 74           | 74           |                               |                               |                               |                               |        |        |        |        |
|  | Owls de Temple                          | Owls de Temple                          |                             |                             |                        |                        |              | 74           |                               |                               |                               |                               |        |        |        |        |
|  | Crusaders de Holy Cross                 | Crusaders de Holy Cross                 | 72                          | 72                          |                        |                        |              |              |                               |                               |                               |                               |        |        |        |        |
|  | Crusaders de Holy Cross                 | Crusaders de Holy Cross                 | 72                          | 72                          | Owls de Temple         | Owls de Temple         | 60           | 60           |                               |                               |                               |                               |        |        |        |        |
|  |                                         |                                         |                             |                             | Owls de Temple         | Owls de Temple         | 60           | 60           |                               |                               |                               |                               |        |        |        |        |
|  |                                         |                                         | Golden Griffins de Canisius | Golden Griffins de Canisius | 58                     | 58                     |              |              |                               |                               |                               |                               |        |        |        |        |
|  | Big Green de Dartmouth                  | Big Green de Dartmouth                  | Golden Griffins de Canisius | Golden Griffins de Canisius | 58                     | 58                     | 61           | 61           |                               |                               |                               |                               |        |        |        |        |
|  | Big Green de Dartmouth                  | Big Green de Dartmouth                  |                             |                             |                        |                        |              |              |                               |                               |                               |                               |        |        |        |        |
|  | Mountaineers de la Virginie-Occidentale | Mountaineers de la Virginie-Occidentale | 59                          | 59                          |                        |                        |              |              |                               |                               |                               |                               |        |        |        |        |
|  | Mountaineers de la Virginie-Occidentale | Mountaineers de la Virginie-Occidentale | 59                          | 59                          | Big Green de Dartmouth | Big Green de Dartmouth | 58           | 58           | Match pour la troisième place | Match pour la troisième place | Match pour la troisième place | Match pour la troisième place |        |        |        |        |
|  |                                         |                                         |                             |                             | Big Green de Dartmouth | Big Green de Dartmouth | 58           | 58           | Match pour la troisième place | Match pour la troisième place | Match pour la troisième place | Match pour la troisième place |        |        |        |        |
|  |                                         |                                         | Golden Griffins de Canisius | Golden Griffins de Canisius | 66                     | 66                     |              |              |                               |                               |                               |                               |        |        |        |        |
|  | Golden Griffins de Canisius             | Golden Griffins de Canisius             | Golden Griffins de Canisius | Golden Griffins de Canisius | 66                     | 66                     | 79           | 79           |                               |                               |                               |                               |        |        |        |        |
|  | Golden Griffins de Canisius             | Golden Griffins de Canisius             |                             |                             |                        |                        |              | 79           |                               |                               | Big Green de Dartmouth        | Big Green de Dartmouth        | 85     | 85     |        |        |
|  | Wolfpack de North Carolina State        | Wolfpack de North Carolina State        | 78                          | 78                          |                        |                        |              |              |                               |                               | Big Green de Dartmouth        | Big Green de Dartmouth        | 85     | 85     |        |        |
|  | Wolfpack de North Carolina State        | Wolfpack de North Carolina State        | 78                          | 78                          | Huskies du Connecticut | Huskies du Connecticut | 64           | 64           |                               |                               |                               |                               |        |        |        |        |
|  |                                         |                                         |                             |                             |                        |                        |              |              |                               |                               |                               |                               |        |        |        |        |

### Midwest
|  | Quarts de finale            | Quarts de finale            | Quarts de finale         | Quarts de finale         |                               |                               | Demi-finales                  | Demi-finales                  | Demi-finales | Demi-finales |                          |                          | Finale | Finale | Finale | Finale |
|  |                             |                             |                          |                          |                               |                               |                               |                               |              |              |                          |                          |        |        |        |        |
|  |                             |                             |                          |                          |                               |                               |                               |                               |              |              |                          |                          |        |        |        |        |
|  |                             |                             |                          |                          |                               |                               |                               |                               |              |              |                          |                          |        |        |        |        |
|  |                             |                             |                          |                          |                               |                               |                               |                               |              |              |                          |                          |        |        |        |        |
|  |                             |                             |                          |                          |                               |                               |                               |                               |              |              |                          |                          |        |        |        |        |
|  |                             |                             |                          |                          |                               |                               |                               |                               |              |              |                          |                          |        |        |        |        |
|  | Hawkeyes de l'Iowa          | Hawkeyes de l'Iowa          | 97                       | 97                       |                               |                               |                               |                               |              |              |                          |                          |        |        |        |        |
|  | Hawkeyes de l'Iowa          | Hawkeyes de l'Iowa          | 97                       | 97                       |                               |                               |                               |                               |              |              |                          |                          |        |        |        |        |
|  |                             |                             | Eagles de Morehead State | Eagles de Morehead State | 83                            | 83                            |                               |                               |              |              |                          |                          |        |        |        |        |
|  | Eagles de Morehead State    | Eagles de Morehead State    | Eagles de Morehead State | Eagles de Morehead State | 83                            | 83                            | 107                           | 107                           |              |              |                          |                          |        |        |        |        |
|  | Eagles de Morehead State    | Eagles de Morehead State    |                          |                          |                               |                               |                               | 107                           |              |              |                          |                          |        |        |        |        |
|  | Thundering Herd de Marshall | Thundering Herd de Marshall | 92                       | 92                       |                               |                               |                               |                               |              |              |                          |                          |        |        |        |        |
|  | Thundering Herd de Marshall | Thundering Herd de Marshall | 92                       | 92                       | Hawkeyes de l'Iowa            | Hawkeyes de l'Iowa            | 89                            | 89                            |              |              |                          |                          |        |        |        |        |
|  |                             |                             |                          |                          | Hawkeyes de l'Iowa            | Hawkeyes de l'Iowa            | 89                            | 89                            |              |              |                          |                          |        |        |        |        |
|  |                             |                             | Wildcats du Kentucky     | Wildcats du Kentucky     | 77                            | 77                            |                               |                               |              |              |                          |                          |        |        |        |        |
|  |                             |                             |                          |                          | 77                            | 77                            |                               |                               |              |              |                          |                          |        |        |        |        |
|  |                             |                             |                          |                          |                               |                               |                               |                               |              |              |                          |                          |        |        |        |        |
|  |                             |                             |                          |                          |                               |                               |                               |                               |              |              |                          |                          |        |        |        |        |
|  | Wildcats du Kentucky        | Wildcats du Kentucky        | 84                       | 84                       | Match pour la troisième place | Match pour la troisième place | Match pour la troisième place | Match pour la troisième place |              |              |                          |                          |        |        |        |        |
|  | Wildcats du Kentucky        | Wildcats du Kentucky        | 84                       | 84                       | Match pour la troisième place | Match pour la troisième place | Match pour la troisième place | Match pour la troisième place |              |              |                          |                          |        |        |        |        |
|  |                             |                             | Warriors de Wayne State  | Warriors de Wayne State  | 64                            | 64                            |                               |                               |              |              |                          |                          |        |        |        |        |
|  | Warriors de Wayne State     | Warriors de Wayne State     | Warriors de Wayne State  | Warriors de Wayne State  | 64                            | 64                            | 72                            | 72                            |              |              |                          |                          |        |        |        |        |
|  | Warriors de Wayne State     | Warriors de Wayne State     |                          |                          |                               |                               |                               | 72                            |              |              | Eagles de Morehead State | Eagles de Morehead State | 95     | 95     |        |        |
|  | Blue Demons de DePaul       | Blue Demons de DePaul       | 73                       | 73                       |                               |                               |                               |                               |              |              | Eagles de Morehead State | Eagles de Morehead State | 95     | 95     |        |        |
|  | Blue Demons de DePaul       | Blue Demons de DePaul       | 73                       | 73                       | Warriors de Wayne State       | Warriors de Wayne State       | 84                            | 84                            |              |              |                          |                          |        |        |        |        |
|  |                             |                             |                          |                          |                               |                               |                               |                               |              |              |                          |                          |        |        |        |        |

### Ouest
|  | Quarts de finale          | Quarts de finale          | Quarts de finale      | Quarts de finale      |                               |                               | Demi-finales                  | Demi-finales                  | Demi-finales | Demi-finales |                          |                          | Finale | Finale | Finale | Finale |
|  |                           |                           |                       |                       |                               |                               |                               |                               |              |              |                          |                          |        |        |        |        |
|  |                           |                           |                       |                       |                               |                               |                               |                               |              |              |                          |                          |        |        |        |        |
|  |                           |                           |                       |                       |                               |                               |                               |                               |              |              |                          |                          |        |        |        |        |
|  |                           |                           |                       |                       |                               |                               |                               |                               |              |              |                          |                          |        |        |        |        |
|  |                           |                           |                       |                       |                               |                               |                               |                               |              |              |                          |                          |        |        |        |        |
|  |                           |                           |                       |                       |                               |                               |                               |                               |              |              |                          |                          |        |        |        |        |
|  | Cougars de Houston        | Cougars de Houston        | 74                    | 74                    |                               |                               |                               |                               |              |              |                          |                          |        |        |        |        |
|  | Cougars de Houston        | Cougars de Houston        | 74                    | 74                    |                               |                               |                               |                               |              |              |                          |                          |        |        |        |        |
|  |                           |                           | Mustangs de SMU       | Mustangs de SMU       | 89                            | 89                            |                               |                               |              |              |                          |                          |        |        |        |        |
|  | Mustangs de SMU           | Mustangs de SMU           | Mustangs de SMU       | Mustangs de SMU       | 89                            | 89                            | 68                            | 68                            |              |              |                          |                          |        |        |        |        |
|  | Mustangs de SMU           | Mustangs de SMU           |                       |                       |                               |                               |                               | 68                            |              |              |                          |                          |        |        |        |        |
|  | Red Raiders de Texas Tech | Red Raiders de Texas Tech | 67                    | 67                    |                               |                               |                               |                               |              |              |                          |                          |        |        |        |        |
|  | Red Raiders de Texas Tech | Red Raiders de Texas Tech | 67                    | 67                    | Mustangs de SMU               | Mustangs de SMU               | 84                            | 84                            |              |              |                          |                          |        |        |        |        |
|  |                           |                           |                       |                       | Mustangs de SMU               | Mustangs de SMU               | 84                            | 84                            |              |              |                          |                          |        |        |        |        |
|  |                           |                           | Stars d'Oklahoma City | Stars d'Oklahoma City | 63                            | 63                            |                               |                               |              |              |                          |                          |        |        |        |        |
|  |                           |                           |                       |                       | 63                            | 63                            |                               |                               |              |              |                          |                          |        |        |        |        |
|  |                           |                           |                       |                       |                               |                               |                               |                               |              |              |                          |                          |        |        |        |        |
|  |                           |                           |                       |                       |                               |                               |                               |                               |              |              |                          |                          |        |        |        |        |
|  | Wildcats de Kansas State  | Wildcats de Kansas State  | 93                    | 93                    | Match pour la troisième place | Match pour la troisième place | Match pour la troisième place | Match pour la troisième place |              |              |                          |                          |        |        |        |        |
|  | Wildcats de Kansas State  | Wildcats de Kansas State  | 93                    | 93                    | Match pour la troisième place | Match pour la troisième place | Match pour la troisième place | Match pour la troisième place |              |              |                          |                          |        |        |        |        |
|  |                           |                           | Stars d'Oklahoma City | Stars d'Oklahoma City | 97                            | 97                            |                               |                               |              |              |                          |                          |        |        |        |        |
|  | Stars d'Oklahoma City     | Stars d'Oklahoma City     | Stars d'Oklahoma City | Stars d'Oklahoma City | 97                            | 97                            | 97                            | 97                            |              |              |                          |                          |        |        |        |        |
|  | Stars d'Oklahoma City     | Stars d'Oklahoma City     |                       |                       |                               |                               |                               | 97                            |              |              | Wildcats de Kansas State | Wildcats de Kansas State | 89     | 89     |        |        |
|  | Tigers de Memphis         | Tigers de Memphis         | 81                    | 81                    |                               |                               |                               |                               |              |              | Wildcats de Kansas State | Wildcats de Kansas State | 89     | 89     |        |        |
|  | Tigers de Memphis         | Tigers de Memphis         | 81                    | 81                    | Cougars de Houston            | Cougars de Houston            | 70                            | 70                            |              |              |                          |                          |        |        |        |        |
|  |                           |                           |                       |                       |                               |                               |                               |                               |              |              |                          |                          |        |        |        |        |

### Far West
|  | Quarts de finale      | Quarts de finale      | Quarts de finale      | Quarts de finale      |                               |                               | Demi-finales                  | Demi-finales                  | Demi-finales  | Demi-finales |    |  | Finale | Finale | Finale | Finale |
|  |                       |                       |                       |                       |                               |                               |                               |                               |               |              |    |  |        |        |        |        |
|  |                       |                       |                       |                       |                               |                               |                               |                               |               |              |    |  |        |        |        |        |
|  |                       |                       |                       |                       |                               |                               |                               |                               |               |              |    |  |        |        |        |        |
|  |                       |                       |                       |                       |                               |                               |                               |                               |               |              |    |  |        |        |        |        |
|  |                       |                       |                       |                       |                               |                               |                               |                               |               |              |    |  |        |        |        |        |
|  |                       |                       |                       |                       |                               |                               |                               |                               |               |              |    |  |        |        |        |        |
|  | Utes de l'Utah        | Utes de l'Utah        | 81                    | 81                    |                               |                               |                               |                               |               |              |    |  |        |        |        |        |
|  | Utes de l'Utah        | Utes de l'Utah        | 81                    | 81                    |                               |                               |                               |                               |               |              |    |  |        |        |        |        |
|  |                       |                       | Redhawks de Seattle   | Redhawks de Seattle   | 72                            | 72                            |                               |                               |               |              |    |  |        |        |        |        |
|  | Redhawks de Seattle   | Redhawks de Seattle   | Redhawks de Seattle   | Redhawks de Seattle   | 72                            | 72                            | 68                            | 68                            |               |              |    |  |        |        |        |        |
|  | Redhawks de Seattle   | Redhawks de Seattle   |                       |                       |                               |                               |                               | 68                            |               |              |    |  |        |        |        |        |
|  | Bengals d'Idaho State | Bengals d'Idaho State | 66                    | 66                    |                               |                               |                               |                               |               |              |    |  |        |        |        |        |
|  | Bengals d'Idaho State | Bengals d'Idaho State | 66                    | 66                    | Utes de l'Utah                | Utes de l'Utah                | 77                            | 77                            |               |              |    |  |        |        |        |        |
|  |                       |                       |                       |                       | Utes de l'Utah                | Utes de l'Utah                | 77                            | 77                            |               |              |    |  |        |        |        |        |
|  |                       |                       | Dons de San Francisco | Dons de San Francisco | 92                            | 92                            |                               |                               |               |              |    |  |        |        |        |        |
|  |                       |                       |                       |                       | 92                            | 92                            |                               |                               |               |              |    |  |        |        |        |        |
|  |                       |                       |                       |                       |                               |                               |                               |                               |               |              |    |  |        |        |        |        |
|  |                       |                       |                       |                       |                               |                               |                               |                               |               |              |    |  |        |        |        |        |
|  | Dons de San Francisco | Dons de San Francisco | 72                    | 72                    | Match pour la troisième place | Match pour la troisième place | Match pour la troisième place | Match pour la troisième place |               |              |    |  |        |        |        |        |
|  | Dons de San Francisco | Dons de San Francisco | 72                    | 72                    | Match pour la troisième place | Match pour la troisième place | Match pour la troisième place | Match pour la troisième place |               |              |    |  |        |        |        |        |
|  |                       |                       | Bruins d'UCLA         | Bruins d'UCLA         | 61                            | 61                            |                               |                               |               |              |    |  |        |        |        |        |
|  |                       |                       |                       |                       | 61                            | 61                            |                               |                               |               |              |    |  |        |        |        |        |
|  |                       |                       |                       |                       |                               |                               |                               | Bruins d'UCLA                 | Bruins d'UCLA | 94           | 94 |  |        |        |        |        |
|  |                       |                       |                       |                       |                               |                               |                               | Bruins d'UCLA                 | Bruins d'UCLA | 94           | 94 |  |        |        |        |        |
|  | Redhawks de Seattle   | Redhawks de Seattle   | 70                    | 70                    |                               |                               |                               |                               |               |              |    |  |        |        |        |        |
|  |                       |                       |                       |                       |                               |                               |                               |                               |               |              |    |  |        |        |        |        |

### Final Four

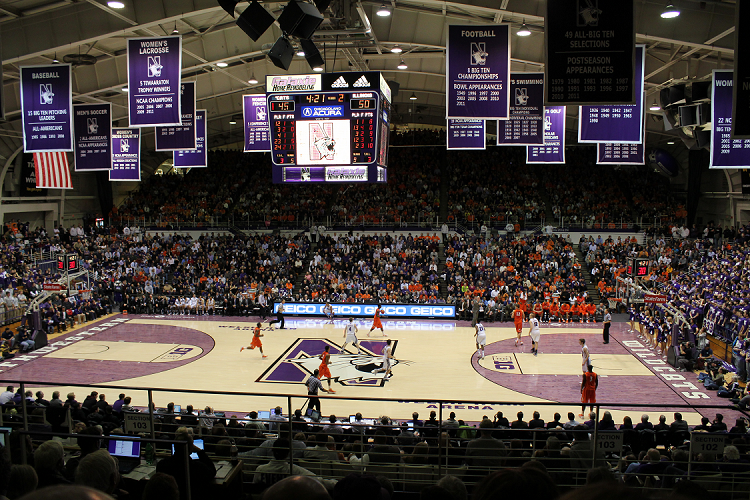
McGaw Hall, hôte du Final Four.

|  | Demi-finales          | Demi-finales          | Demi-finales          | Demi-finales          |                               |                    | Finale | Finale | Finale | Finale |
|  |                       |                       |                       |                       |                               |                    |        |        |        |        |
|  |                       |                       |                       |                       |                               |                    |        |        |        |        |
|  | Owls de Temple        | Owls de Temple        | 76                    | 76                    |                               |                    |        |        |        |        |
|  | Owls de Temple        | Owls de Temple        | 76                    | 76                    |                               |                    |        |        |        |        |
|  | Hawkeyes de l'Iowa    | Hawkeyes de l'Iowa    | 83                    | 83                    |                               |                    |        |        |        |        |
|  | Hawkeyes de l'Iowa    | Hawkeyes de l'Iowa    | 83                    | 83                    | Hawkeyes de l'Iowa            | Hawkeyes de l'Iowa | 71     | 71     |        |        |
|  |                       |                       |                       |                       | Hawkeyes de l'Iowa            | Hawkeyes de l'Iowa | 71     | 71     |        |        |
|  |                       |                       | Dons de San Francisco | Dons de San Francisco | 83                            | 83                 |        |        |        |        |
|  | Mustangs de SMU       | Mustangs de SMU       | Dons de San Francisco | Dons de San Francisco | 83                            | 83                 | 68     | 68     |        |        |
|  | Mustangs de SMU       | Mustangs de SMU       |                       |                       |                               |                    |        | 68     |        |        |
|  | Dons de San Francisco | Dons de San Francisco | 86                    | 86                    |                               |                    |        |        |        |        |
|  | Dons de San Francisco | Dons de San Francisco | 86                    | 86                    | Match pour la troisième place |                    |        |        |        |        |
|  |                       |                       |                       |                       |                               |                    |        |        |        |        |
|  |                       |                       |                       |                       |                               |                    |        |        |        |        |
|  | Owls de Temple        | Owls de Temple        | 90                    | 90                    |                               |                    |        |        |        |        |
|  | Owls de Temple        | Owls de Temple        | 90                    | 90                    |                               |                    |        |        |        |        |
|  | Mustangs de SMU       | Mustangs de SMU       | 81                    | 81                    |                               |                    |        |        |        |        |
|  | Mustangs de SMU       | Mustangs de SMU       | 81                    | 81                    |                               |                    |        |        |        |        |

## Récompenses
- UPI College Basketball Player of the Year (en) : Bill Russell (San Francisco)[3]
- Helms Foundation Player of the Year (en) : Bill Russell (San Francisco) pour la seconde année consécutive[4]
- NIT Most Valuable Player : Charlie Tyra (Louisville)[5]
- Consensus All-America First Team[1]
  - Bill Russell (San Francisco)
  - Robin Freeman (Ohio State)
  - Ron Shavlik (North Carolina State)
  - Sihugo Green (Duquesne Dukes)
  - Tom Heinsohn (Holy Cross)
- Consensus All-America Second Team[1]
  - Bill Uhl (Dayton)
  - Bob Burrow (Kentucky)
  - Darrell Floyd (Furman)
  - K.C. Jones (San Francisco)
  - Rod Hundley (West Virginia)
  - Willie Naulls (UCLA)

Il est à noter que le trio Bill Russell, Tom Heinsohn et K.C. Jones obtiendra sept titres NBA entre 1959 et 1965 avec les Celtics de Boston et qu'en 1966 Bill Russell et K.C. Jones obtiendront un nouveau titre en compagnie de Sihugo Green.